# Gregorio del Pilar (Ilocos Sur)
Pour l’article homonyme, voir Gregorio del Pilar.
Gregorio del Pilar est une municipalité de 5e classe située dans la province d'Ilocos Sur aux Philippines. Selon le recensement de 2015 elle est peuplée de 4875 habitants. Anciennement nommée Concepcion (en l'honneur de son saint patron, Nuestra Senora de Concepcion), elle a été renommée d'après le général Gregorio del Pilar le 10 juin 1955. La municipalité a en effet été le site de la bataille de Tirad Pass où le général del Pilar fut tué durant la guerre américano-philippine.

## Barangays
Gregorio del Pilar est divisée en 7 barangays.
- Alfonso (Tangaoan)
- Bussot
- Concepcion
- Dapdappig
- Matue-Butarag
- Poblacion Norte
- Poblacion Sur